# Мария Аделхайд Австрийска
Аделхайд Франциска Мария Райнера Елизабета Клотилда Хабсбург-Лотарингска (на италиански: Adelaide Francesca Maria Raniera Elisabetta Clotilde d'Asburgo-Lorena; * 3 юни 1822, Кралски дворец в Милано, Кралство Ломбардия-Венето; † 20 януари 1855, Кралски дворец в Торино, Сардинско кралство) e ерцхерцогиня на Австрия, принцеса на Унгария, Бохемия, Хърватска, Славония, Лодомерия, Галиция и Илирия и чрез брака си с Виктор Емануил II кралица на Сардиния. Не става кралица на Италия, понеже умира преди коронясването на съпруга си през 1861 г.

## Произход
Мария Аделхайд, известна в семейството като Адел, е второто от осемте деца на ерцхерцог Райнер Йосиф Хабсбург-Лотарингски (* 1783, † 1853), вицекрал на Ломбардия-Венеция, и на Мария Елизабета Савойска-Каринян (* 1800, † 1856), сестра на краля на Сардиния Карл Алберт. Има шестима братя и една сестра:
- Мария Каролина (* 1821, † 1844)
- Леополд Лудвиг (* 1823 † 1898), генерал и адмирал, бездетен и неженен
- Ернест Карл (* 1824 † 1899), висш военен, морганатичен съпруг на Лаура Скублич де Велике е Бесеньо
- Сигизмунд Леополд (* 1826 † 1891), военен
- Райнер Фердинанд (* 1827 † 1913), генерал, премиер на Австрийската империя, съпруг на Мария Каролина Хабсбург-Тешен
- Хайнрих Антон (* 1828 † 1891), фелдмаршал, съпруг на певицата Леополдин Хофман
- Максимилиан Карл (* 1830 † 1839).

Карл Алберт Савойски е неин чичо по майчина линия, а по-късно и неин свекър, а бъдещата и свекърва е принцеса Мария Тереза Хабсбург-Тосканска, която е и нейна първа братовчедка по бащина линия. Техният син Виктор Емануил II е неин първи братовчед и впоследствие – съпруг. Тя е правнучка на френската кралица Мария Антоанета.

## Живот

### Детство
Мария Аделхайд прекарва детството си между Милано и Монца, където прекарва дълги периоди в любимата си кралска вила. Именно тя предава любовта към тази резиденция на съпруга и децата си. Всъщност Виктор Емануил я предлага на най-големия им син Умберто като подарък за сватбата му с братовчедка му Маргарита.

### Годеж и сватба
През август 1840 г. Мария Аделхайд се среща с бъдещия си съпруг, тогавашния Виктор Емануил Савойски, в парка на замъка Ракониджи, като част от среща, организирана за уреждане на съюз между принца и една от неговите братовчедки.
На 12 април 1842 г. тя се омъжва за своя братовчед, бъдещ крал на Италия, в Ловен павилион „Ступиниджи“, донасяйки 200 000 флорина като зестра. След абдикацията на тъста си тя става кралица на Сардиния през 1849 г.
Съпругът ѝ, който я нарича Сузи или Сюзет и макар да ѝ засвидетелства уважение, ѝ изневерява многократно, особено с Роза Верчелана, бъдещата му втора съпруга. Кралицата се посвещава на образованието на децата си, на шиене, на религиозни практики и на благочестиви дела. Продължителните бременности обаче подкопавават здравето ѝ. За да се възстанови, прекарва известно време край морето, в Хотел „Кроче ди Малта“ в град Специя.
След като става кралица на Сардиния през 1849 г., в съгласие със своята свекърва Мария Тереза, полага усилия да смекчи антиклерикалната политика на правителството на Сардиния.

### Последни години и смърт
В периода преди ранната си смърт на 32 години започва да губи първо косата си, а след това и зъбите си. Чувства се зле през цялото време, постоянно има температура, почти не може да стои на крака. Лицето ѝ, станало бледо и изтощено, е покрито с преждевременни бръчки, а гласът ѝ е дрезгав. Незаинтересована от обкръжението си, спира да се облича и обикаля по халат и ролки.
Умира в резултат на гастроентерит, който се проявява на 16 януари 1855 г., докато е в каретата си на връщане в двореца след погребението на свекърва си Мария Тереза Австрийска-Тосканска, починала на 12 януари. Кралицата се възстановява от осмата си и много измъчена бременност с Карл Алберт, когото ражда на 8 януари (детето умира на 17 май). Съпругът ѝ, прикован към леглото ѝ, държи ръката ѝ докрай.
Погребението ѝ е отслужено в църквата „Сан Лоренцо“, непосредствено до входа на Кралския дворец в Торино. Погребана е в базиликата Суперга. С дълбоко религиозна и практикуваща душа, тя е запомнена с голям паметник от бял мрамор от Карара, дело на Винченцо Вела, който я изобразява коленичила до свекърва си Мария Тереза в Светилището на Консолата в Торино.
- Портрет от 1850-те г.
- Посмъртен портрет от Феличе Баруко, 1861 г.
- Дъщерите й Мария Клотилда и Мария Пия посещават гроба на майка си

## Брак и потомство
∞ 12 април 1842 в Ловния павлион „Ступиниджи“ за първия си братовчед принц Виктор Емануил (* 14 март 1820, Торино; † 9 януари 1878, Рим), бъдещ крал на Сардиния и на Италия, син на краля на Сардиния Карл Алберт и на Мария Тереза Австрийска-Тосканска, от когото има шест сина и две дъщери:
- Лудовика Тереза Мария Клотилда Савойска (* 2 март 1843, Торино; † 25 юни 1911, Монкалиери), ∞ 30 януари 1859 за принц Наполеон Жозеф Шарл Пол Бонапарт (наречен „Жером“ или „Плон-Плон“), двоутробен брат на Наполеон III, от когото има двама сина и една дъщеря.
- Хумберт Райнер Карл Емануил Йохан Мария Фердинанд Евгений Савойски (* 14 март 1844, Торино; † 29 юли 1900, Монца), като Умберто I крал на Италия (1878 – 1900), ∞ 21 април 1868 в Торино за Маргарита Савойска, от която има един син
- Амадей Фердинанд Мария I Савойски (* 30 май 1845, Торино; † 18 януари 1890, Торино), крал на Испания (1870 – 1873), херцог на Аоста (1845 – 1890), ∞ 1. 30 май 1867 в Торино за Мария Витория дал Поцо дела Чистерна (* 9 август 1847, † 8 ноември 1876), от която има трима сина 2. 11 септември 1888 в Торино за Мария Летиция Бонапарт (* 20 декември 1866, † 25 октомври 1926), от която има един син
- Отон Евгений Мария Савойски (* 11 юли 1846, Ракониджи; † 22 януари 1866, Генуа), принц на Савоя и херцог на Монферат, инвалид
- Мария Пия Савойска (* 16 октомври 1847, Торино; † 5 юли 1911, Ступиниджи), чрез брак кралица на Португалия; ∞ 6 октомври 1862 в Лисабон за Луиш I, крал на Португалия (* 31 октомври 1838, † 19 октомври 1889), от когото има четирима сина
- Карл Алберт Савойски (* 2 юни 1851, Торино; † 28 юни 1854, Ступиниджи), херцог на Шабле
- Виктор Емануил Савойски (*/ † 7 юли 1852)
- Виктор Емануил Леополд Савойски (* 8 януари 1855, Торино; † 17 май 1855, Торино), граф на Генуа

- Мария Аделхайд със съпруга и децата си
- Виктор Емануил II, съпруг
- Мария Клотилда, дъщеря
- Умберто I, син
- Амадей I, син
- Одон Евгений, син
- Мария Пия, дъщеря

## Културно наследство
През 1895 г. Рахитическият институт в Торино, по-късно болница, по поречието на река Дора Рипария, е посветен на паметта ѝ.